# イルドガルド・ド・ブルゴーニュ
イルドガルド・ド・ブルゴーニュ（Hildegarde de Bourgogne, 1056年頃 - 1104年9月9日）は、フランスの貴族女性で、ガスコーニュ及びアキテーヌ公ギヨーム8世と結婚し3人目の妻となり、ガスコーニュ公妃及びアキテーヌ公妃となった。 
ブルゴーニュ公ロベール1世と2番目の妃エルマンガルド・ダンジュー（ガティネ伯ジョフロワ2世未亡人）の間に生まれた唯一の娘である。 
ガティネ家のイルドガルド・ド・シャトー＝ランドン、アンジュー伯ジョフロワ3世、フルク4世は異父姉・異父兄に当たる。 

## 生涯

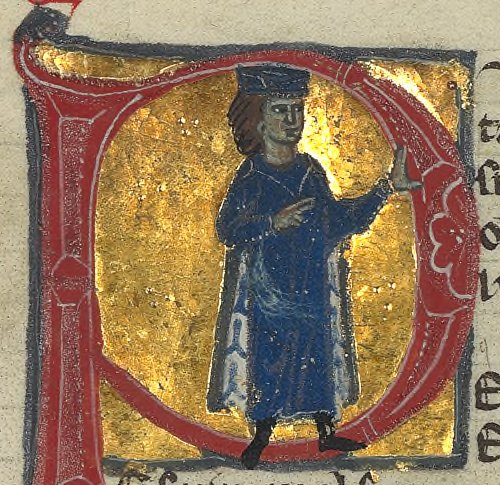
イルドガルドの長男、ギヨーム9世

かなり年上の又従兄に当たるアキテーヌ公ギヨーム8世 と結婚し3人目の妃となり、以下4人の子をもうけた。 
- ギヨーム（1071年 - 1127年） - アキテーヌ公ギヨーム9世
- アニェス（1072年 - 1097年） - アラゴン王ペドロ１世妃
- ユーグ - (1075年-1126年)
- ベアトリス[4] - カスティーリャ王アルフォンソ6世と結婚し死別後、メーヌ伯エリー1世と再婚[5]。

公子ギヨームの誕生はアキテーヌの公室で盛大に祝われるが、教会からはイルドガルドとギヨーム8世の血縁ゆえに非嫡出子とみなされた。  
ギヨーム8世はローマ教皇グレゴリウス7世よりイルドガルドとの結婚の祝福を得るために間もなくローマへの巡礼をすることを強いられた。 